# 馬呂斯·雅各布
亞歷山大·馬呂斯·雅各布（Alexandre Marius Jacob），也以喬治·埃桑德（Georges）、埃桑德（Escande）、費勞（Férau）、讓·協和（Jean Concorde）、阿提拉（Attila）和巴拉巴（Barrabas）等名字著稱，是法國無政府主義的非法主義者。